# Glypta woerzi
Glypta woerzi là một loài tò vò trong họ Ichneumonidae.